# Altagracia (Nicaragua)
Altagracia è un comune del Nicaragua facente parte del dipartimento di Rivas.